# إليز فيشر
إليز فيشر (بالفرنسية: Élise Fischer) (13 يوليو 1948 في فرنسا - 25 ديسمبر 2023)؛ كاتِبة، صحفية وروائية فرنسية.